# Calves
Calves é um lugar da Póvoa de Varzim, dividido entre as freguesias de Argivai e Beiriz que no censo de 2001 tinha 138 habitantes.
Calves limita com Pedreira e Gândara a oeste, Lavadores e Mata em Touguinha a sudeste, a oeste com Paredes, a norte com Silvas e Penelas e Beiriz de Baixo e lugares desabitados de Touguinhó a nascente.
Calves, na freguesia de Beiriz, nota-se pelas quintas de inspiração romântica, nomeadamente a Quinta de Calves e a Quinta de Beiriz. Em Calves encontra-se também a Fábrica dos Tapetes de Beiriz. A história do tapete de Beiriz remonta ao princípio do século XX e foi ideia de Hilda d'Almeida Brandão Rodrigues Miranda, nascida em 1892 na Bahia e falecida em 1949, em Beiriz, onde constituiu, primeiro, uma pequena oficina e depois uma "fábrica" em conjunto a ajudante, Rita Conceição. Ambas inventaram o "nó de Beiriz", que se tornaria famoso.
A Quinta de Beiriz é uma quinta de inspiração romântica que se deve a Alfredo de Almeida Brandão, diplomata e cultor das belas-artes. A quinta incluiu jardins com dois lagos e parque arborizado, repuxos de água e figuras míticas que se diz obedecer ao estilo Le Nôtre. O palacete da quinta foi construído no princípio do século XX, mas há muitos elementos que remontam ao século XVIII. Também embelezou com talha barroca portuguesa a Capela de D. Hilda, e nos espaços interiores mais abertos à vida social. A azulejaria exterior reflecte esse romantismo com cenas de caça e motivos campestres. A Quinta foi recuperada em 1972, em especial a capela, reinaugurada em 1993, que reproduz os santuários minhotos do século XVI e XVII. Em 1956, a capela já estava praticamente destruída devido a vandalismo e a talha tinha sido vendida por receios de furto.